# Ivan Stevanović
Pour les articles homonymes, voir Stevanović.
Ivan Stevanović (en serbe en écriture cyrillique : Иван Стевановић), né le 24 juin 1983 à Čačak en Yougoslavie (auj. en Serbie), est un footballeur international serbe, qui évoluait au poste d'arrière droit.[réf. nécessaire]

## Palmarès

### En équipe nationale
- 1 sélection et 0 but avec l'équipe de Serbie en 2007.